# Rada Stanu (Francja)

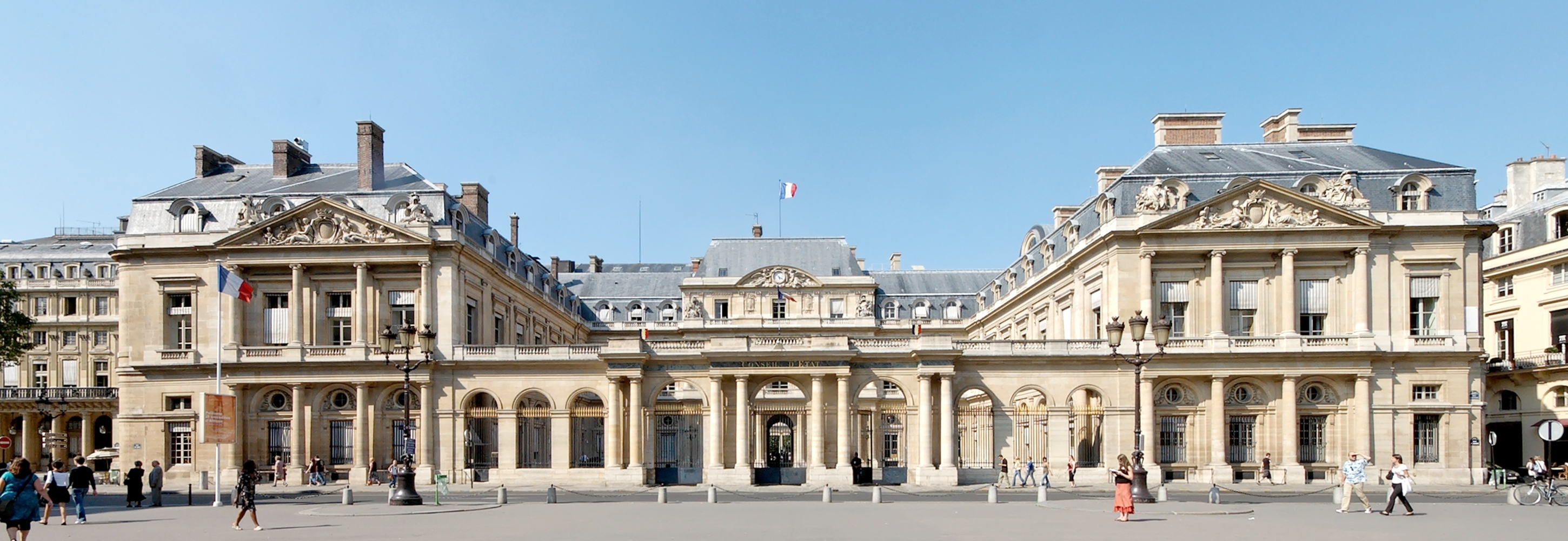
Palais-Royal, siedziba Rady Stanu

Rada Stanu (fr. Conseil d'État) – we francuskim porządku prawnym organ opiniujący wszystkie projekty ustaw i dekretów autorstwa rządowego oraz najwyższy organ sądownictwa administracyjnego.
Skład Rady jest hierarchiczny. Zasiadają w niej:
- audytorzy (auditeurs),
- mistrzowie skarg (Maître des requêtes),
- radcy stanu (conseillers d'Etat) w służbie zwyczajnej lub nadzwyczajnej[2].

Orzeczenia Rady Stanu w tym zakresie, wraz z uzasadnieniami, są publikowane i odgrywają olbrzymią rolę w praktyce ustrojowej.
Podlega formalnie premierowi, jednak w praktyce pracami kieruje wiceprzewodniczący, który (jak pozostali członkowie) jest mianowany dekretem Rady Ministrów na wniosek ministra sprawiedliwości.